# 布賴滕巴赫 (索洛圖恩州)
布賴滕巴赫是瑞士的城鎮，位於該國北部，由索洛圖恩州負責管轄，面積6.8平方公里，海拔高度392米，2012年人口3,604，六成人口信奉羅馬天主教，人口密度每平方公里530人。